# Pachodynerus nasidens
Pachodynerus nasidens är en stekelart som först beskrevs av Pierre André Latreille 1812.  Pachodynerus nasidens ingår i släktet Pachodynerus och familjen Eumenidae. Inga underarter finns listade i Catalogue of Life.